# Мегаспорт (дворец спорта)
Дворец спорта «Мегаспо́рт» имени А. В. Тарасова — крытое спортивное сооружение, расположенное в Москве на Ходынском бульваре в доме № 3 на Ходынском поле.

## История

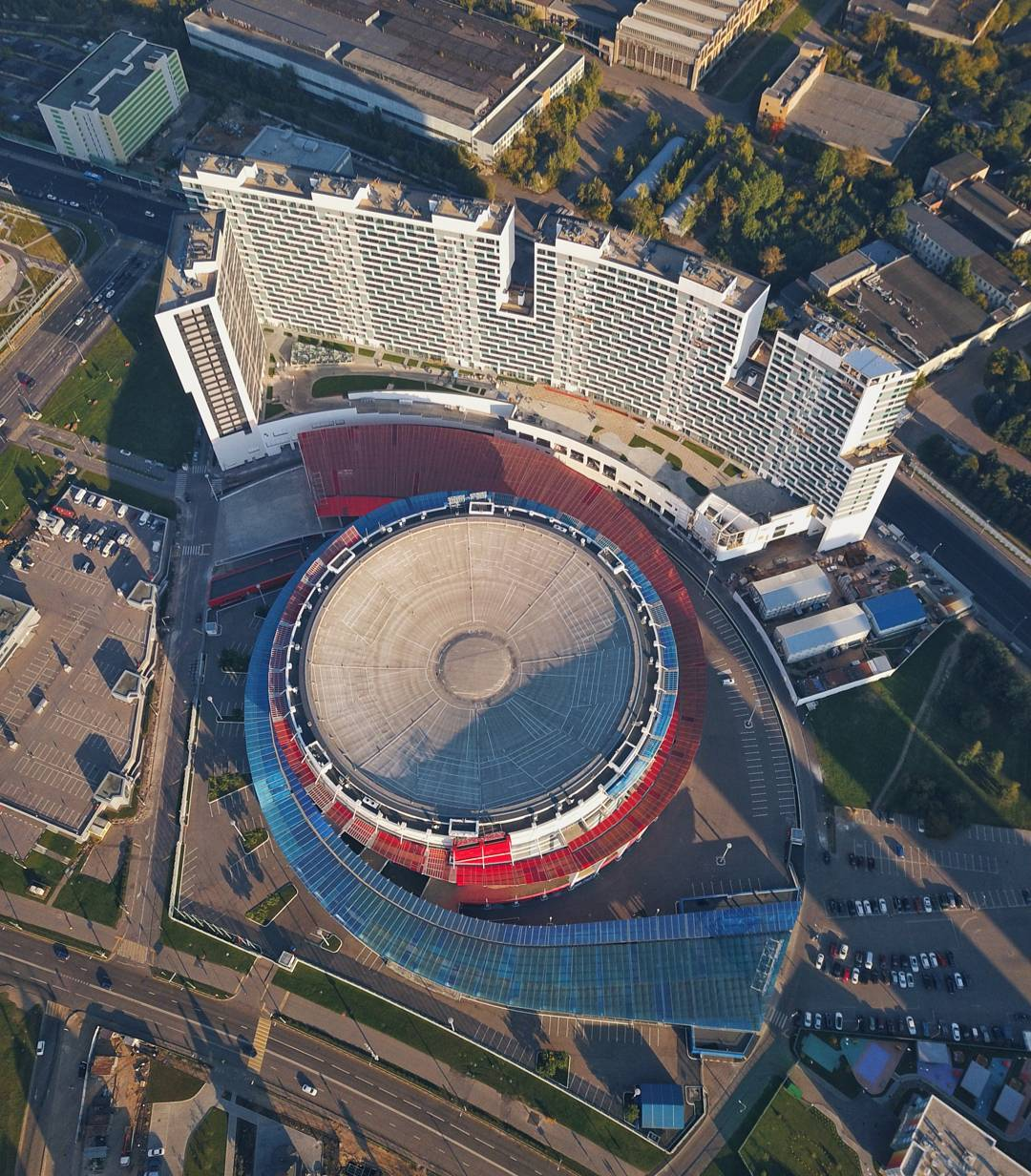
Дворец Спорта «Мегаспорт»

Строительство нового Ледового дворца началось 2 ноября 2005 года. Мэр Москвы Юрий Лужков заложил в фундамент нового сооружения памятную капсулу.
Строительство закончилось в декабре 2006 года и обошлось столичному бюджету в 2,7 млрд руб; официальное открытие состоялось 15 декабря и было приурочено к третьему этапу Евротура, прошедшего на этой арене.
Арена, расположенная в восточной части Ходынского поля, вмещает 13 926 зрителей. Круглое в плане здание имеет диаметр 140 метров, высота здания более 50 метров. Сооружение опоясывает два мощных спиралевидных пандуса, а провисающее и разделённое на две части покрытие обеспечивает отвод воды и снега. Общая площадь нового спортивного сооружения составляет 57,5 тыс. кв. метров. Во дворце разместились две ледовых арены размером 60 на 30 метров.
Имеются тренировочные залы, места для отдыха спортсменов и зрителей, кафе и другие объекты.
«Ледовый дворец будет предназначен не только для хоккея. Он будет работать как многоаспектный, многофункциональный комплекс Москвы», — сказал Лужков.
В 2007 году в Москве и Мытищах прошли матчи чемпионата мира по хоккею; в «Мегаспорте» были проведены предварительные матчи групп A и D, а также группы E квалификационного раунда. Все матчи плей-офф, в том числе финал и матч за бронзу, прошли так же в «Мегаспорте».
Чемпионат мира по фигурному катанию 2011 года должен был пройти в Японии, но после землетрясения он был перенесён в Москву. 24 марта было решено выбрать «Мегаспорт» как арену для проведения чемпионата мира. Турнир прошёл с 25 апреля по 1 мая 2011 года.
С января 2013 года по декабрь 2015 года закрывался на реконструкцию, поскольку несущие конструкции здания требовали усиления.
Периодически хоккейные клубы ЦСКА и «Динамо» (Москва) до 2014 года проводили в «Мегаспорте» отдельные домашние матчи чемпионата КХЛ, а в 2018/2019 ХК Динамо (Москва) провело там половину сезона. Баскетбольный ЦСКА проводит в «Мегаспорте» домашние матчи Евролиги c 2012 года.
С 2017 года дворец носит имя великого советского тренера Анатолия Тарасова.
С сезона 2021/22 московский хоккейный клуб «Спартак» проводит свои домашние матчи на арене «Мегаспорт».

## Транспортная доступность
Ближайшая станция метро — ЦСКА.

## Основные характеристики дворца
- Дата строительства 2 ноября 2005 — 11 декабря 2006.
- Площадь объекта — 62,5 тыс. м².
- Количество зрительских мест — 14 тыс. человек.
- Основная ледовая арена — 60×30 м.
- Тренировочная ледовая арена— 60×30 м.
- Подземная парковка на 750 машино-мест.

## Список значимых соревнований и событий

### 2006
- Кубок Первого канала 2006

### 2007
- Открытие вторых российско-китайских молодёжных игр
- Ледовое шоу «Золотой лёд Страдивари»
- Вручение музыкальной премии MTV RMA
- Этап «Ису Гран-При» по фигурному катанию на коньках
- Международный турнир по смешанным боям bodog FIGTHT
- «Ледниковый период» Гала-концерт
- Чемпионат мира по хоккею с шайбой 2007
- Концерт 50 Cent
- «Финал четырёх» волейбольной Лиги чемпионов
- Концерт The Black Eyed Peas
- Боксёрский поединок Султан Ибрагимов — Эвандер Холифилд (13 октября)

### 2008
- Домашние матчи Евролига ULEB ПБК ЦСКА
- Финал Всероссийского турнира «Золотая шайба»
- Суперкубок по Дзюдо, командный Чемпионат Европы
- Кубок мэра Москвы по хоккею с шайбой
- Шоу Алексея Немова «Пульс победы»
- Еврохоккейтур «Кубок первого канала»
- Гала-концерт «Ледниковый период 3»
- Кубок мира по боксу 2008

### 2009
- Олимпийский сбор по хоккею
- Кубок мэра Москвы по хоккею с шайбой
- Этап «Ису Гран-При» по фигурному катанию на коньках
- Еврохоккейтур «Кубок первого канала»
- Кубок Легенд 2009

### 2010
- Кубок Легенд 2010
- Золотая шайба
- Дзюдо Кубок большого шлема (международный турнир)
- Кубок мэра Москвы по хоккею с шайбой
- Этап «Ису Гран-При» по фигурному катанию на коньках
- Домашние матчи Евролига ULEB ПБК ЦСКА
- Концерт группы Scorpions (18 марта)
- Чемпионат Европы по боксу 2010 (июнь)
- Концерт группы Roxette (10 сентября)
- Концерт Оззи Осборна (13 сентября)
- Концерт Massive Attack (24 сентября)
- Кубок Первого канала 2010 (декабрь)

### 2011
- Чемпионат мира по фигурному катанию 2011
- Полуфинал Кубка Федерации по теннису.
- Боксёрский поединок: Денис Лебедев — Джеймс Тони (4 ноября)
- Европейский чемпионат по кёрлингу
- Кубок Легенд по хоккею
- Кубок Первого канала 2011 (один из этапов Европейского хоккейного тура)

### 2012
- Полуфинал Кубка Федерации по теннису
- Кубок Открытия КХЛ («Динамо» Москва — «Авангард» Омск)
- Кубок Первого канала 2012 (один из этапов Еврохоккейтура)
- Этап Кубка мира по шорт-треку
- Кубок мэра Москвы по хоккею с шайбой
- Домашние матчи Евролига ULEB ПБК ЦСКА
- Этап «Ису Гран-При» по фигурному катанию на коньках, Кубок России
- Новогодний ледовый спектакль «Морозко»

### 2013
- Домашние матчи Евролига ULEB ПБК ЦСКА

### 2015
- Ледовое шоу «Снежный Король-2: Возвращение»

### 2016
- Бой за звание чемпиона мира по версии WBC Александр Поветкин против Деонтея Уайлдера
- Кубок мэра Москвы по хоккею с шайбой
- Гимнастическое шоу "Алексей Немов и «Легенды спорта 1996—2016»
- Этап «Ису Гран-При» по фигурному катанию на коньках Кубок Ростелеком
- Домашние матчи Евролига ULEB ПБК ЦСКА
- Боксёрский поединок: Денис Лебедев — Виктор Рамирес (21 мая)

### 2017
- Домашние матчи Евролига ULEB ПБК ЦСКА
- Финал всероссийского форума «Доброволец-2017» с выступлением В.Путина
- Этап «Ису Гран-При» по фигурному катанию на коньках Кубок Ростелеком
- Кубок мэра Москвы по хоккею с шайбой
- Шоу Алексея Немова: «Легенды спорта. Восхождение»
- Концерт группы Hurts
- Чемпионат и Первенство Европы, Мировой Мастерс и Кубок Мира по акробатическому рок-н-роллу

### 2018
- Мюзикл Татьяны Навки «Руслан и Людмила»
- Чемпионат Европы по фигурному катанию
- Домашние матчи Евролиги 2018/19 баскетбольного клуба ЦСКА
- Суперкубок Легенд 2018
- Домашние матчи сезона КХЛ 2018/19 хоккейного клуба «Динамо» (Москва)

### 2019
- 14.02.2019 г. Концерт The Neighbourhood
- 30.03.2019 г. Концерт Полины Гагариной
- 20.04.2019 г. Концерт Басты
- 07.06.2019 г. Премия Муз-ТВ 2019 Музыка объединяет
- 29.06.2019 г. Концерт NCT 127
- 27.08.2019 г. Концерт Billie Eilish
- 24.11.2019 г. Концерт Noize MC
- 15.02.2019 г. Клубный чемпионат мира по пляжному футболу ФИФА. Мундиалито 2019.

### 2020
- 17.02.2020 г. Клубный чемпионат мира по пляжному футболу ФИФА. Мундиалито 2020.
- 08.02.2020 г. Концерт группы Bring Me the Horizon.

Самые значимые соревнования выделены жирным шрифтом.

## Фильмы
Кинофильмы и сериалы, снятые в Дворце спорта:
- Чемпионы: Быстрее. Выше. Сильнее;
- Движение вверх;
- Лёд;
- Молодёжка.

## Фотогалерея

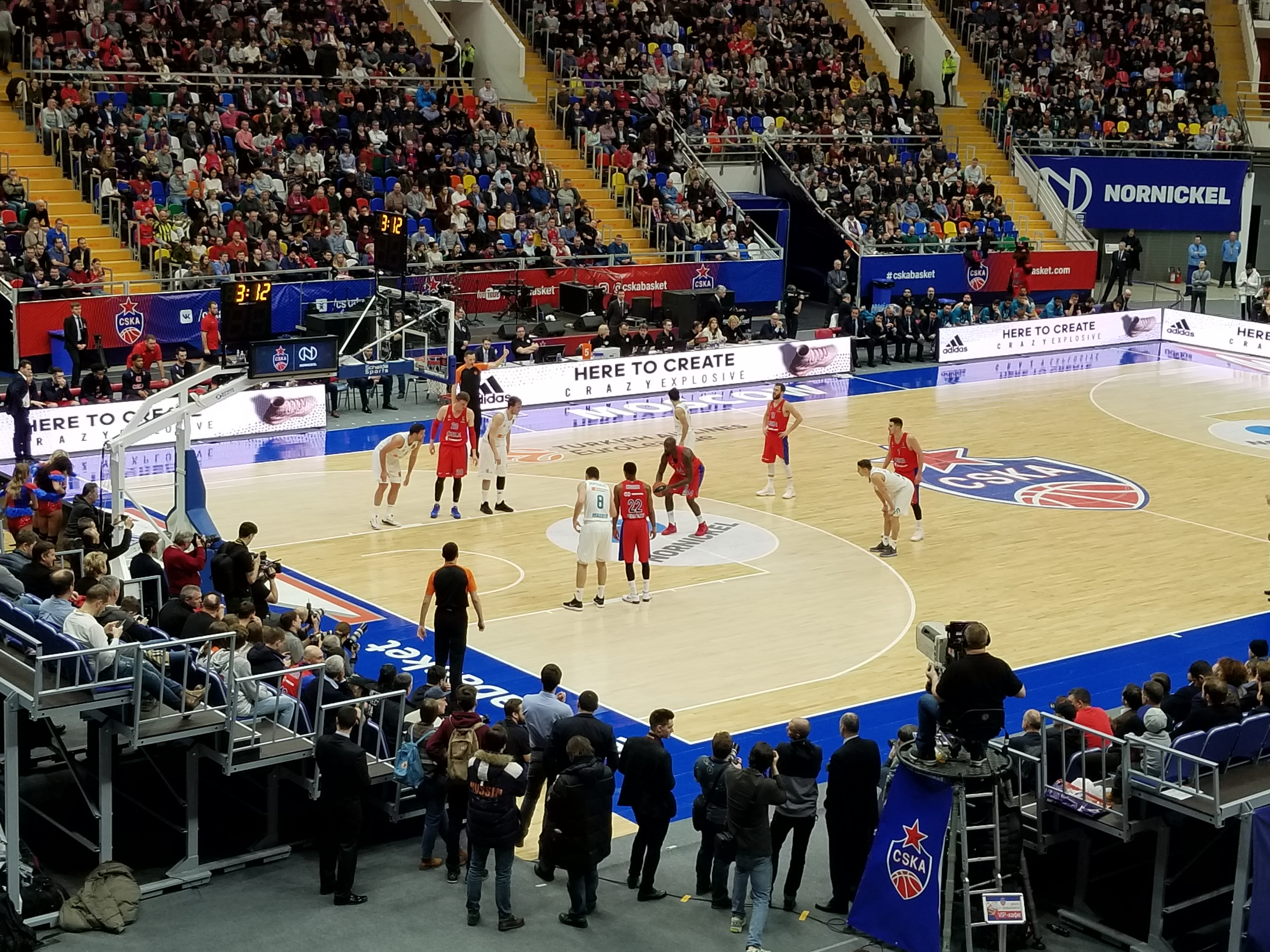
Баскетбольный матч между ЦСКА и Реал Мадридом в феврале 2018 года
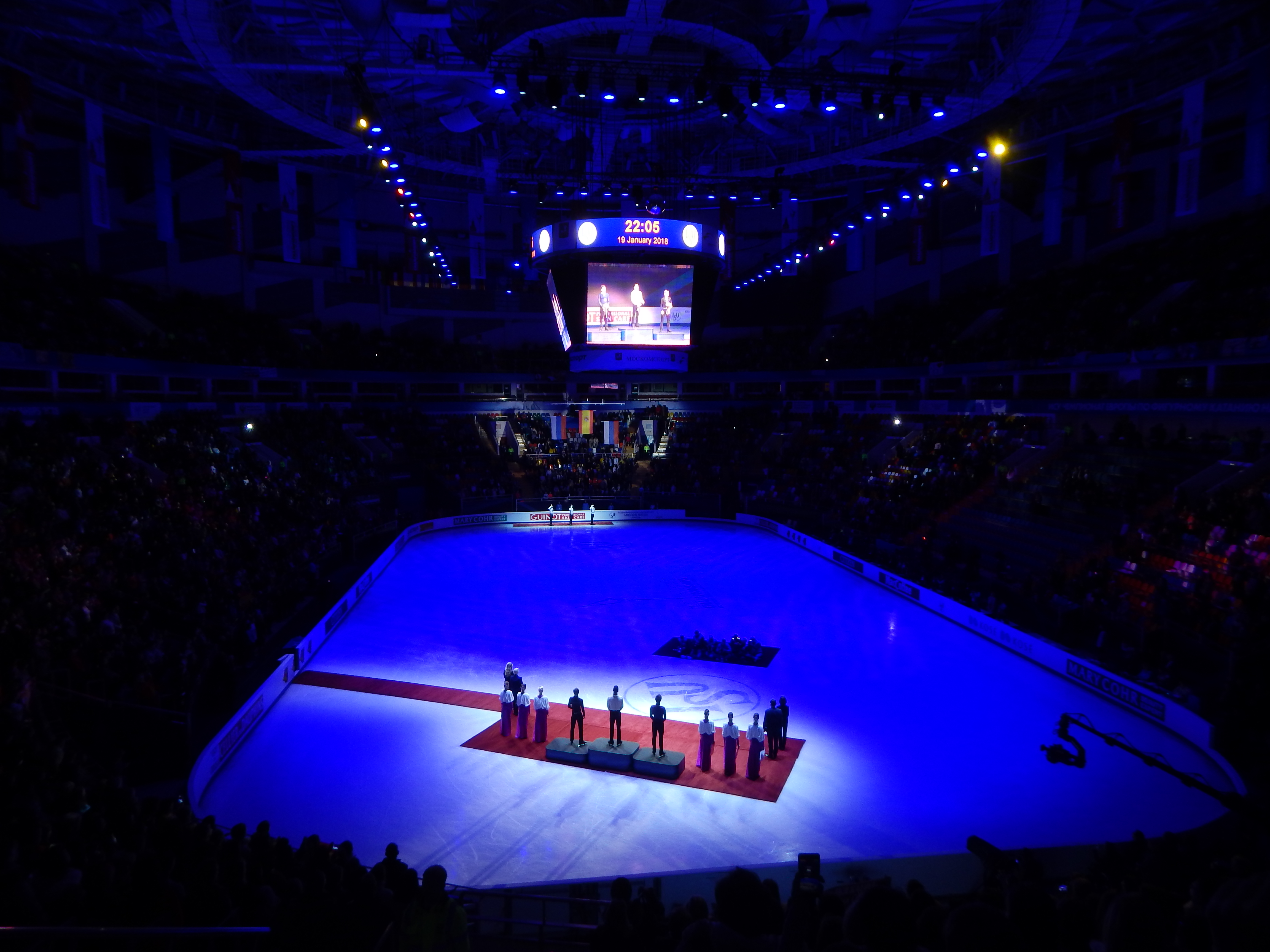
Церемония награждения в рамках проводившегося Чемпионата Европы по фигурному катанию 2018
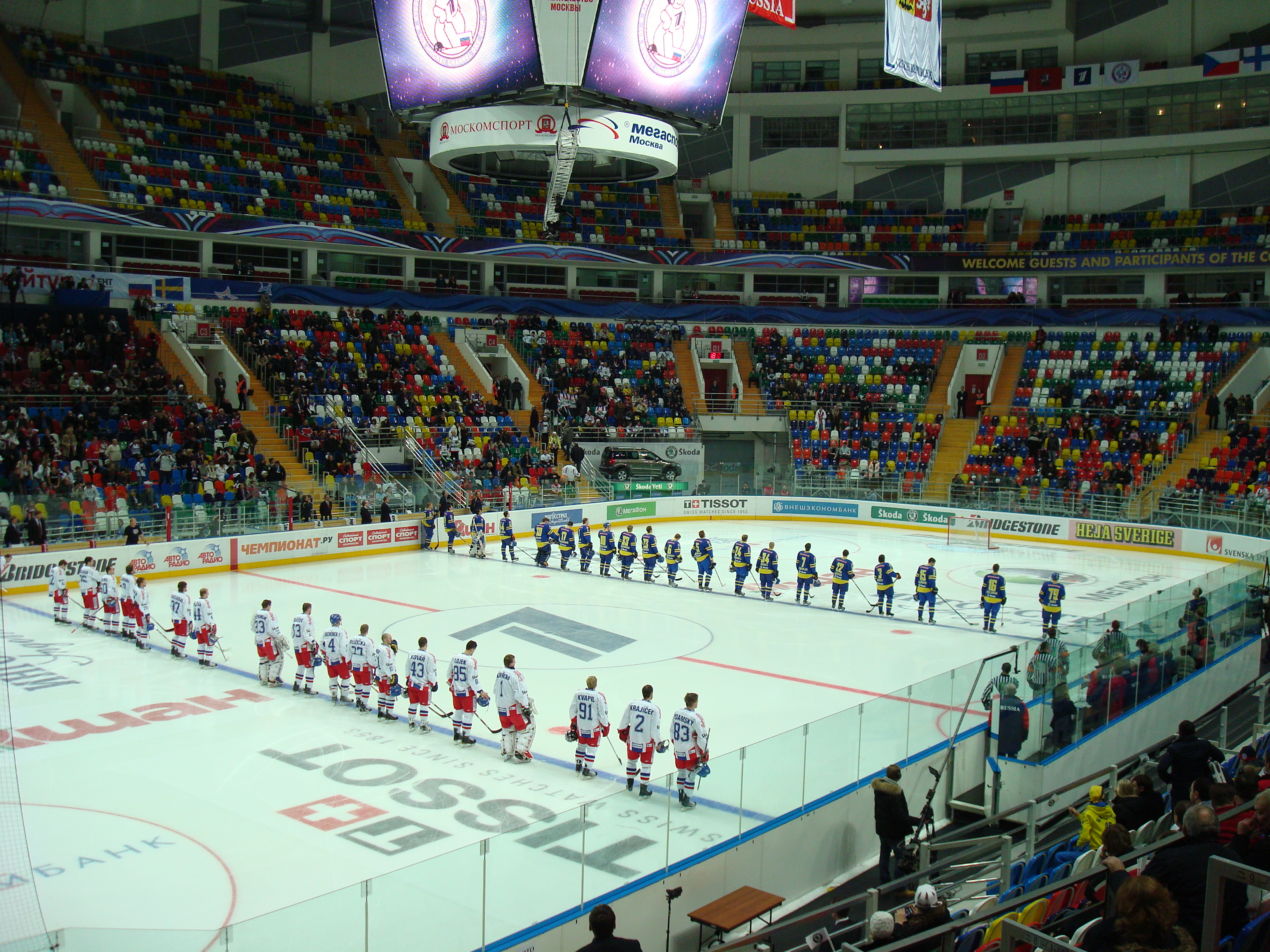
«Мегаспорт» во время хоккейного матча Кубка Первого канала 2010
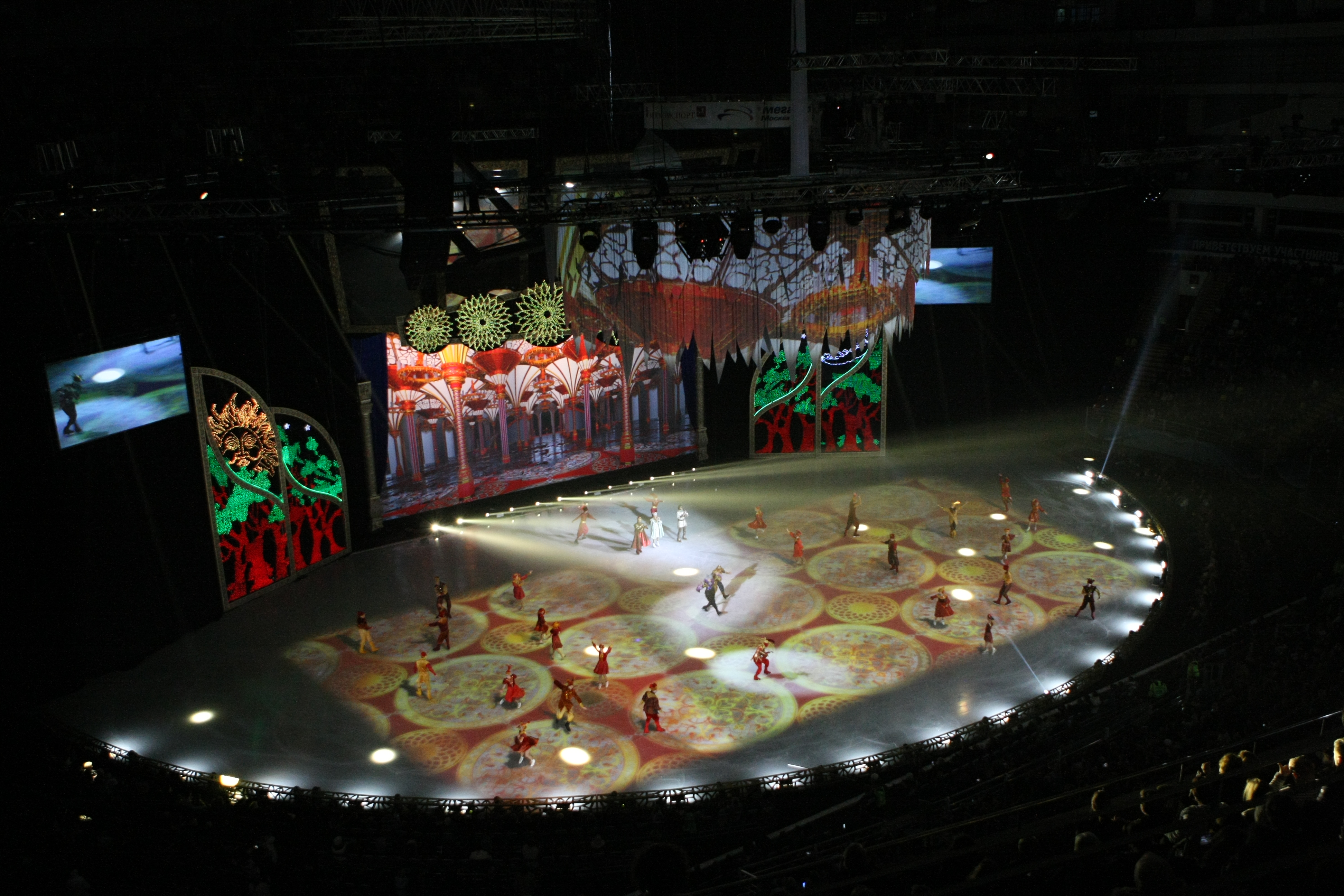
Мюзикл Татьяны Навки «Руслан и Людмила»